# Butte (Alaska)
Butte és una concentració de població designada pel cens dels Estats Units a l'estat d'Alaska. Segons el cens del 2000 tenia 2.561 habitants.

## Demografia
Segons el cens del 2000, Butte tenia 2.561 habitants, 884 habitatges, i 671 famílies La densitat de població era de 24,5 habitants/km².
Dels 884 habitatges en un 37,8% hi vivien nens de menys de 18 anys, en un 62,6% hi vivien parelles casades, en un 7,7% dones solteres, i en un 24% no eren unitats familiars. En el 19,3% dels habitatges hi vivien persones soles el 4,8% de les quals corresponia a persones de 65 anys o més que vivien soles. El nombre mitjà de persones vivint en cada habitatge era de 2,89 i el nombre mitjà de persones que vivien en cada família era de 3,28.
Per edats la població es repartia de la següent manera: un 30,5% tenia menys de 18 anys, un 7,4% entre 18 i 24, un 29,2% entre 25 i 44, un 25,7% de 45 a 60 i un 7,3% 65 anys o més.
L'edat mediana era de 36 anys. Per cada 100 dones hi havia 106,9 homes. Per cada 100 dones de 18 o més anys hi havia 106,7 homes.
La renda mediana per habitatge era de 55.573 $ i la renda mediana per família de 58.796 $. Els homes tenien una renda mediana de 46.298 $ mentre que les dones 32.933 $. La renda per capita de la població era de 22.522 $. Aproximadament el 7,2% de les famílies i el 9,8% de la població estaven per davall del llindar de pobresa.

## Poblacions més properes
El següent diagrama mostra les poblacions més properes.